# OFFA Frühlings- und Trendmesse
Die OFFA Frühlings- und Trendmesse mit der OFFA-Pferdemesse ist eine Publikumsmesse für die Grossregion Ostschweiz in St. Gallen.

## Daten
Sie findet  mit rund 500 Ausstellern und 95‘000 Messebesuchern während der Frühlingszeit statt. Mit dem Messeangebot, speziellen Themensektoren, teilweise gesellschaftspolitisch aktuellen Sonderschauen und dem Rahmenprogramm kann man ihr  einen Erlebnischarakter zugestehen. Zielgruppe der OFFA ist die breite Öffentlichkeit, mit Gewichtung auf städtische Gebiete und Agglomerationen. Aufgrund des Messeangebotes spricht die OFFA Kinder, Jugendliche, Erwachsene und Senioren als auch unterschiedliche Interessen innerhalb der verschiedenen Zielgruppen (Mobilität, Gesundheit, Garten, Wohnen, Mode, Spiele, Pferdemesse etc.) an. Die OFFA ist eine Veranstaltung der Olma Messen St. Gallen.

## Messethematik OFFA
| - Sonderschauen zu unterschiedlichen Themen - Showküche und Degustationen, Weine - Mode für Alltag und Freizeit in der Modeschau - Mobilität - Medien - Sport und Spiel - Wellness und Gesundheit | - Wohnen und Inneneinrichtung - Haushalt und Küche - Natur und Garten - Lifestyle und Design - Sektor: das Buch an der OFFA - Kinderangebote |

Dazu kommt die Pferdemesse mit Zuchthengsten, Sportpferden, Brauereigespanne, Shows, Wettkämpfen, Reitsportartikeln, Pferdepflege, Fütterungen, Stallungen etc.

## Kennziffern OFFA
- Belegte Hallen: 7 Ausstellungshallen, Freigelände, Reitplatz Aussenhalle 9, Arena
- Anzahl Aussteller: rund 500
- Anzahl Besucher: rund 95000
- Gesamtfläche (Hallen + Freigelände): 20'913 m²
- Restaurants: 12 Restaurants mit 1'415 Sitzplätzen

## Historisches
1977 wurde die Ostschweizer Frühlingsmesse OFM gegründet (die heutige OFFA). Im Jahre 1984 kam die OFFA-Pferdemesse dazu.  Bis 1997 dauerte die OFFA ganze 10 Messetage. Seither bewährte sich die aktuelle kompakte Messedauer von 5 Tagen. Im Jahre 2004 wurde aus der Ostschweizer Frühlings- und Freizeit-Ausstellung die Bezeichnung Frühlings- und Trendmesse.